# Derrick Lewis (combattant de MMA)
Pour les articles homonymes, voir Derrick Lewis et Lewis.
Derrick James Lewis, né le 7 février 1985, est un pratiquant américain d'arts martiaux mixtes (MMA), évoluant actuellement dans la division des poids lourds de l'Ultimate Fighting Championship (UFC). Professionnel depuis 2010, Lewis a également combattu au Bellator MMA et au Legacy FC, où il était le champion des poids lourds. Au 24 juin 2025, il est no 9 du classement officiel des poids lourds de l'UFC.

## Biographie
Derrick James Lewis est le deuxième enfant d'une fratrie de sept frères et sœurs. Il est élevé par une mère célibataire à la Nouvelle-Orléans, en Louisiane. Lewis a eu des problèmes en grandissant et a souvent été impliqué dans des combats de rue.
En 1998, sa famille déménage à Houston, au Texas . À l'âge de 17 ans, Lewis commence à pratiquer la boxe dans l'idée de faire des combats amateurs.
Deux semaines après avoir obtenu son diplôme d'études secondaires, Lewis est accusé de voies de fait graves et est placé en probation. Deux ans plus tard, alors qu'il étudie à Kilgore College avec une bourse pour le football américain, Lewis ne respecte les termes de sa probation et est condamné à cinq ans de prison. Il ne purge cependant que trois ans et demi de sa peine.
Une semaine après sa libération, Lewis s'initie aux arts martiaux mixtes. Travaillant comme conducteur de dépanneuse, il continue à pratiquer la boxe sous la tutelle de George Foreman. Il décide toutefois de se concentrer sur les arts martiaux mixtes après avoir gagné son premier combat professionnel de MMA.

## Carrière en arts martiaux mixtes

### Débuts
Lewis commence son parcours compétitif en MMA le 16 octobre 2009. Il affronte alors, en tant qu'amateur, Jay Ross au LSAMMA. Il perd ce combat par TKO (arrêt du médecin).
Il affronte ensuite Tim Buchanan lors d'un événement organisé par la fédération United States American Combat Association qui a lieu le 30 janvier 2010. Il remporte son combat par TKO.
Lewis passe professionnel la même année. Il établit un record de 4 victoires pour une défaite avant de signer avec l'organisation Bellator Fighting Championships en mai 2010.

### Bellator MMA
Lewis devait faire ses débuts lors du Bellator 45 le 21 mai 2011 contre le Brésilien Thiago Santos. Le combat est annulé après le retrait de Santos en raison d'une blessure.
Sa carrière au Bellator débute alors réellement le 25 juin 2011, lorsqu'il affronte Tony Johnson au Bellator 46.
Il perd le combat par décision unanime.
Lewis remporte ensuite cinq victoires (et un non-contest) lors de son passage au Bellator et au Legacy FC. Il signe ensuite un contrat avec l'Ultimate Fighting Championship.

### Début à l'Ultimate Fighting Championshipet ascension
Lewis devait faire ses débuts contre Nandor Guelmino lors de l'UFC Fight Night: Condit vs. Kampmann 2 le 28 août 2013.
Le combat est annulé à la suite du retrait de Lewis pour blessure.
Lewis combat pour la première fois lors de l'UFC on Fox: Werdum vs. Browne le 19 avril 2014. Il affronte alors Jack May.
Il gagne par TKO au premier round.
Lewis affronte Guto Inocente pour son deuxième combat lors de l'événement UFC - The Ultimate Fighter 19 Finale le 6 juillet 2014. Il remporte le combat par KO au premier round.
Lewis affronte Matt Mitrione le 5 septembre 2014 lors de l'UFC Fight Night 50. Lewis perd par KO au premier round.
Lewis affronte ensuite Ruan Potts le 28 février 2015 à l' UFC 184. Il gagne par TKO à la deuxième reprise.
Lewis perd une nouvelle fois contre Shawn Jordan le 6 juin 2015, lors de l'UFC Fight Night 68,,
Lewis devait affronter Anthony Hamilton le 3 octobre 2015 lors de l'UFC 192. Hamiltonest remplacé par Viktor Pešta  en raison d'une blessure. Lewis remporte le combat par TKO au troisième round.
Lewis affronte Damian Grabowski le 6 février 2016 lors de l'UFC Fight Night 82. Lewis domine le combat et gagne par TKO au premier round.
Lewis affronte Gabriel Gonzaga le 10 avril 2016, à l' UFC Fight Night 86. Il gagne par KO au premier round . A cette occasion, Lewis remporte son premier bonus Performance of the Night. 
Lewis affronte Roy Nelson le 7 juillet 2016 à l'UFC Fight Night 90 et gagne par décision partagée.
Lewis affronte Shamil Abdurakhimov le 9 décembre 2016, lors de l'événement principal de l' UFC Fight Night 102. Après avoir perdu les trois premiers rounds, il remporte le combat par TKO au quatrième round.
Lewis affronte Travis Browne le 19 février 2017, lors de l'événement principal de l'UFC Fight Night 105. Il remporte le combat par KO au deuxième round. Les deux combattants ont reçu le prix Fight of the Night pour leur performance.
Lewis affronte Mark Hunt le 11 juin 2017, lors de l'événement principal de l' UFC Fight Night 110 . Il perd par TKO au quatrième tour. Malgré la défaite, Lewis remporte un nouveau Fight of the Night, consécutif au précédent.  Lors de la conférence d'après-combat, Lewis annonce qu'il se retire des arts martiaux mixtes. Il revient sur sa décision quelques semaines plus tard.
Lewis devait affronter Fabrício Werdum le 7 octobre 2017, à l'UFC 216. Le jour du combat, Lewis déclare forfait en raison d'une blessure au dos.
Lewis affronte Marcin Tybura le 18 février 2018 à l'UFC Fight Night 126. Il remporte le combat par KO technique au troisième round. Cette victoire lui permet d'obtenir le bonus Performance of the Night.
Lewis affronte Francis Ngannou le 7 juillet 2018 à l'occasion de l'UFC 226. Il remporte le combat par décision unanime. L'affrontement entre les deux combattants a été fortement critiqué en raison du manque d'action des deux combattants. Lewis n'a réussi que 20 frappes et Ngannou 11, ce dernier étant sans doute encore marqué par sa défaite contre Stipe Miocic.
Lewis affronte Alexander Volkov le 6 octobre 2018 à l' UFC 229. Mené aux points et blessé, Lewis finit par renverser Volkov et par terminer le combat avec des coups de poing dans les dernières secondes du combat. Cette victoire lui a valu le prix Performance of the Night.

### Combat pour le titre
Lewis affronte Daniel Cormier pour le titre de champion des poids lourds de l'UFC le 3 novembre 2018 à l'UFC 230 . Il perd le combat par étranglement arrière au deuxième round. Il s'agit de sa première défaite par soumission en MMA.

### Nouveau contrat à l'UFC
Lewis signe un nouveau contrat avec l'UFC après son échec au titre de champion des poids lourd. Il affronte alors Junior dos Santos lors de l'événement principal de l'UFC sur ESPN + 4 le 9 mars 2019. Il perd le combat par TKO au deuxième round. Ce combat lui a valu le prix Fight of the Night.
Lewis affronte Blagoy Ivanov le 2 novembre 2019 à l'UFC 244. Il remporte le combat par décision partagée.
Lewis est opposé à Ilir Latifi le 8 février 2020 à l'UFC 247. Il remporte le combat par décision unanime.
Lewis affronte Aleksei Oleinik le 8 août 2020 lors de l'UFC Fight Night 174. Il remporte le combat par TKO après avoir projeté Oleinik au sol. Avec cette victoire, Lewis établit le record du plus grand nombre de KO (10) pour un poids lourd dans l'histoire de l'UFC.
Lewis devait affronter Curtis Blaydes le 28 novembre 2020 à l'UFC sur ESPN: Blaydes vs. Lewis . Cependant, la veille du combat, Blaydes est testé positif au COVID-19 et le combat est annulé. Les deux combattants se rencontre lors de l'UFC Fight Night 185 le 20 février 2021. Lewis remporte le combat par KO au deuxième tour. Cette victoire lui a valu le prix Performance of the Night.
Après sa victoire contre Blaydes, Lewis est à égalité avec Vitor Belfort pour titre du plus grand nombre de KO de l'histoire de l'UFC, quelle que soit la catégorie de poids, avec un total de 12 KO.

### Combat pour le titre intérimaire
Lewis affronte Ciryl Gane le 7 août 2021 à l' UFC 265 pour le championnat intérimaire des poids lourds UFC. Lewis perd le combat par KO technique au troisième round.

## Style de combat
Lewis est un poids lourd classique, en raison de sa puissance et de son physique. L'ancien prétendant au titre des poids welters et analyste Dan Hardy l'a décrit comme une "boule de démolition", ajoutant : "Chaque fois que nous avons parlé de Derrick Lewis auparavant, qu'il combatte Daniel Cormier, ou Volkov, ou Ciryl Gane, la même chose est toujours présente. S'il pose cette main droite, c'est la fin du jeu." .
Lewis s'appuie donc sur son poing droit pour remporter ses combats.
Lewis préfère largement les combats qui se déroulent debout. Il présente des qualités pour maintenir le combat dans cette position, sans aller au sol. Il convient cependant de noter que face à des combattants ayant des compétences poussées en lutte, comme Daniel Cormier, Lewis a plus de mal à s'échapper et à ne pas être mis au sol. Lewis a cependant réussi à se relever face à Roy Nelson, un combattant avec une bonne expérience en lutte, alors qu'il était en position de crucifix,.

## Vie privée
Lewis a épousé sa petite amie de longue date à Honolulu, Hawaï, le 17 juin 2017. Ils ont deux fils et une fille.
Lors des inondations causées par l'ouragan Harvey en 2017, Lewis a sauvé environ 100 personnes piégées dans les eaux d'une crue à Houston, au Texas à l'aide de son camion.

## Palmarès

### Distinctions
- Ultimate Fighting Championship
  - Performance de la nuit (quatre fois) vs Gabriel Gonzaga, Marcin Tybura, Alexander Volkov and Curtis Blaydes [42],[62]
  - Combat de la nuit (trois fois) vs Travis Browne, Mark Hunt et Junior dos Santos [33],[35],[52]
  - Record de KO dans l'histoire des poids lourds de l'UFC (13) [71],[72]
- Legacy Fighting Championship
  - Legacy FC Heavyweight Championship (Une fois) [73]
    - Une défense de titre réussie
- MMAJunkie.com
  - Comeback de l'année 2018 vs Alexandre Volkov[74]
- MMMANA.nl
  - Comeback de l'année 2018[75].

### Palmarès en arts martiaux mixtes
| 42 combats     | 29 victoires | 12 défaites |
| Par KO         | 24           | 7           |
| Par soumission | 1            | 2           |
| Sur décision   | 4            | 3           |
| Sans décision  | 1            | 1           |

| Résultat      | Record    | Adversaire             | Méthode                                    | Événement                                             | Date             | Round | Temps | Lieu                                  | Notes                                                                  |
| ------------- | --------- | ---------------------- | ------------------------------------------ | ----------------------------------------------------- | ---------------- | ----- | ----- | ------------------------------------- | ---------------------------------------------------------------------- |
| Victoire      | 29-12 (1) | Tallison Teixeira      | TKO (coups de poing)                       | UFC sur ESPN : Lewis contre Teixeira                  | 12 juillet 2025  | 1     | 0:35  | Nashville, Tennessee, États-Unis      |                                                                        |
| Victoire      | 28-12 (1) | Rodrigo Nascimento     | TKO (coups de poing)                       | UFC on ESPN: Lewis vs. Nascimento                     | 11 mai 2024      | 3     | 0:49  | Saint-Louis, Missouri, États-Unis     | Bat le record du plus grand nombres de KO de l’histoire de l’UFC (23). |
| Défaite       | 27-12 (1) | Jailton Almeida        | Décision unanime                           | UFC Fight Night: Almeida vs. Lewis                    | 4 novembre 2023  | 5     | 5:00  | São Paulo, Brésil                     |                                                                        |
| Victoire      | 27-11 (1) | Marcos Rogério de Lima | TKO (coups de poing)                       | UFC 291                                               | 29 juillet 2023  | 1     | 0:33  | Salt Lake City, Utah, United States   | Performance of the Night                                               |
| Défaite       | 26-11 (1) | Serghei Spivac         | Soumission (étranglement bras-tête)        | UFC Fight Night: Lewis vs. Spivak                     | 4 février 2023   | 1     | 3:05  | Las Vegas, Nevada, États-Unis         |                                                                        |
| Défaite       | 26-10 (1) | Sergei Pavlovich       | KO (coup de poing)                         | UFC 277: Peña vs. Nunes 2                             | 30 juillet 2022  | 1     | 0:55  | Dallas, Texas, États-Unis             |                                                                        |
| Défaite       | 26–9 (1)  | Tai Tuivasa            | KO (coup de coude)                         | UFC 271: Adesanya vs. Whittaker 2                     | 12 février 2022  | 2     | 1:40  | Houston, Texas, États-Unis            |                                                                        |
| Victoire      | 26-8 (1)  | Chris Daukaus          | KO (coup de poing)                         | UFC Fight Night: Lewis vs. Daukaus                    | 18 décembre 2021 | 1     | 3:36  | Las Vegas, Nevada, États-Unis         | Record de KO à l'UFC (13).                                             |
| Défaite       | 25–8 (1)  | Ciryl Gane             | TKO (coups de poing)                       | UFC 265                                               | 7 août 2021      | 3     | 4:11  | Houston, Texas, États-Unis            | Pour le titre intérimaire de champion des poids lourds de l'UFC.       |
| Victoire      | 25–7 (1)  | Curtis Blaydes         | KO (coup de poing)                         | UFC Fight Night: Blaydes vs. Lewis                    | 20 février 2021  | 2     | 1:26  | Las Vegas, Nevada, États-Unis         | Performance of the Night.                                              |
| Victoire      | 24–7 (1)  | Aleksei Oleinik        | TKO (poings)                               | UFC Fight Night: Lewis vs. Oleinik                    | 8 août 2020      | 2     | 0:21  | Las Vegas, Nevada, États-Unis         |                                                                        |
| Victoire      | 23–7 (1)  | Ilir Latifi            | Décision (unanime)                         | UFC 247                                               | 8 février 2020   | 3     | 5:00  | Houston, Texas, États-Unis            |                                                                        |
| Victoire      | 22–7 (1)  | Blagoy Ivanov          | Décision (partagée)                        | UFC 244                                               | 2 novembre 2019  | 3     | 5:00  | New York City, New York, États-Unis   |                                                                        |
| Défaite       | 21–7 (1)  | Junior dos Santos      | TKO (poings)                               | UFC Fight Night: Lewis vs. dos Santos                 | 9 mars 2019      | 2     | 1:58  | Wichita, Kansas, États-Unis           | Fight of the Night.                                                    |
| Défaite       | 21–6 (1)  | Daniel Cormier         | Soumission (étranglement arrière)          | UFC 230                                               | 3 novembre 2018  | 2     | 2:14  | New York City, New York, États-Unis   | Pour le titre de champion des poids de lourds de l'UFC.                |
| Victoire      | 21–5 (1)  | Alexander Volkov       | KO (poings)                                | UFC 229                                               | 6 octobre 2018   | 3     | 4:49  | Las Vegas, Nevada, États-Unis         | Performance of the Night.                                              |
| Victoire      | 20–5 (1)  | Francis Ngannou        | Décision (unanime)                         | UFC 226                                               | 7 juillet 2018   | 3     | 5:00  | Las Vegas, Nevada, États-Unis         |                                                                        |
| Victoire      | 19–5 (1)  | Marcin Tybura          | TKO (poing)                                | UFC Fight Night: Cowboy vs. Medeiros                  | 18 février 2018  | 3     | 2:48  | Austin, Texas, États-Unis             | Performance of the Night.                                              |
| Défaite       | 18–5 (1)  | Mark Hunt              | TKO (poings)                               | UFC Fight Night: Lewis vs. Hunt                       | 11 juin 2017     | 4     | 3:51  | Auckland, New Zealand                 | Fight of the Night.                                                    |
| Victoire      | 18–4 (1)  | Travis Browne          | KO (poings)                                | UFC Fight Night: Lewis vs. Browne                     | 19 février 2017  | 2     | 3:12  | Halifax, Nova Scotia, Canada          | Fight of the Night.                                                    |
| Victoire      | 17–4 (1)  | Shamil Abdurakhimov    | TKO (poings)                               | UFC Fight Night: Lewis vs. Abdurakhimov               | 9 décembre 2016  | 4     | 3:42  | Albany, New York, États-Unis          |                                                                        |
| Victoire      | 16–4 (1)  | Roy Nelson             | Décision (partagée)                        | UFC Fight Night: dos Anjos vs. Alvarez                | 7 juillet 2016   | 3     | 5:00  | Las Vegas, Nevada, États-Unis         |                                                                        |
| Victoire      | 15–4 (1)  | Gabriel Gonzaga        | KO (poings)                                | UFC Fight Night: Rothwell vs. dos Santos              | 10 avril 2016    | 1     | 4:48  | Zagreb, Croatia                       | Performance of the Night.                                              |
| Victoire      | 14–4 (1)  | Damian Grabowski       | TKO (poings)                               | UFC Fight Night: Hendricks vs. Thompson               | 6 février 2016   | 1     | 2:17  | Las Vegas, Nevada, États-Unis         |                                                                        |
| Victoire      | 13–4 (1)  | Viktor Pešta           | TKO (poings)                               | UFC 192                                               | 3 octobre 2015   | 3     | 1:15  | Houston, Texas, États-Unis            |                                                                        |
| Défaite       | 12–4 (1)  | Shawn Jordan           | TKO (coup de pied crocheté et poings)      | UFC Fight Night: Boetsch vs. Henderson                | 6 juin 2015      | 2     | 0:48  | New Orleans, Louisiana, États-Unis    |                                                                        |
| Victoire      | 12–3 (1)  | Ruan Potts             | TKO (poings)                               | UFC 184                                               | 28 février 2015  | 2     | 3:18  | Los Angeles, California, États-Unis   |                                                                        |
| Défaite       | 11–3 (1)  | Matt Mitrione          | KO (poings)                                | UFC Fight Night: Jacare vs. Mousasi                   | 5 septembre 2014 | 1     | 0:41  | Mashantucket, Connecticut, États-Unis |                                                                        |
| Victoire      | 11–2 (1)  | Guto Inocente          | KO (poings)                                | The Ultimate Fighter: Team Edgar vs. Team Penn Finale | 6 juillet 2014   | 1     | 3:30  | Las Vegas, Nevada, États-Unis         |                                                                        |
| Victoire      | 10–2 (1)  | Jack May               | TKO (poingss)                              | UFC on Fox: Werdum vs. Browne                         | 19 avril 2014    | 1     | 4:23  | Orlando, Florida, États-Unis          |                                                                        |
| Victoire      | 9–2 (1)   | Ricky Shivers          | TKO (poings)                               | Legacy FC 18                                          | 1er mars 2013    | 3     | 4:22  | Houston, Texas, États-Unis            | Défense du titre de champion des poids lourds du Legacy FC.            |
| Victoire      | 8–2 (1)   | Jared Rosholt          | KO (poings)                                | Legacy FC 13                                          | 17 août 2012     | 2     | 4:41  | Dallas, Texas, États-Unis             | Remporte le titre de champion des poids lourds du Legacy FC.           |
| Victoire      | 7–2 (1)   | Justin Frazier         | TKO (genou et poings)                      | RFA 2                                                 | 30 mars 2012     | 1     | 2:37  | Kearney, Nebraska, États-Unis         |                                                                        |
| Sans décision | 6-2 (1)   | Jeremiah Constant      | NC (coups de poing à l'arrière de la tête) | Fight To Win: Paramount Prize Fighting 2012           | 27 janvier 2012  | 1     | 0:48  | Denver, Colorado, États-Unis          |                                                                        |
| Victoire      | 6–2       | Rakim Cleveland        | TKO (coups de poing)                       | Legacy FC 9                                           | 16 décembre 2011 | 3     | 3:12  | Houston, Texas, États-Unis            |                                                                        |
| Victoire      | 5–2       | Jay Peche              | TKO (poings)                               | Immortal Kombat Fighting                              | 3 septembre 2011 | 1     | 0:46  | Spring, Texas, États-Unis             |                                                                        |
| Défaite       | 4–2       | Tony Johnson           | Décision (unanime)                         | Bellator 46                                           | 25 juin 2011     | 3     | 5:00  | Hollywood, Florida, États-Unis        |                                                                        |
| Victoire      | 4–1       | Taylor Herbert         | TKO (poings)                               | International Xtreme Fight Association                | 26 février 2011  | 1     | 2:14  | Houston, Texas, États-Unis            |                                                                        |
| Victoire      | 3–1       | Rakim Cleveland        | Soumission (clef de bras)                  | Worldwide Gladiator                                   | 12 novembre 2010 | 2     | 1:33  | Pasadena, Texas, États-Unis           |                                                                        |
| Victoire      | 2–1       | Ryan Martinez          | TKO (poings)                               | Fight to Win/King of Champions: Worlds Collide        | 24 juillet 2010  | 2     | 1:03  | Denver, Colorado, États-Unis          |                                                                        |
| Défaite       | 1–1       | Shawn Jordan           | Décision unanime                           | Cajun Fighting Championships: Full Force              | 25 juin 2010     | 3     | 5:00  | Lafayette, Louisiane, États-Unis      |                                                                        |
| Victoire      | 1–0       | Nick Mitchell          | TKO (poings)                               | Worldwide Gladiator                                   | 9 avril 2010     | 2     | 1:33  | Pasadena, Texas, États-Unis           |                                                                        |